# Drymobius rhombifer
Espèce
Synonymes
- Coryphodon rhombifer Günther, 1860

Statut de conservation UICN

 LC  : Préoccupation mineure
Drymobius rhombifer est une espèce de serpents de la famille des Colubridae.

## Répartition
Cette espèce se rencontre :
- en Bolivie ;
- au Brésil, dans les États d'Amazonas, de Rondônia et de Roraima ;
- en Colombie ;
- au Costa Rica ;
- en Équateur ;
- en Guyane ;
- au Nicaragua ;
- au Panama ;
- au Pérou ;
- au Venezuela, dans les États d'Amazonas, de Barinas et de Zulia.

## Description
Dans sa description Günther indique que le spécimen en sa possession mesure 110 cm dont 28 cm pour la queue. Son dos est brun grisâtre avec une série de 34 losanges roux dont deux bords opposés présentent une teinte noirâtre. Ces motifs sont plus marqués dans la partie antérieure du corps et se prolongent sur la queue. Le ventre est marbré de noirâtre.

## Étymologie
Son épithète spécifique, du latin rhombus, « losange », et fero, « porter », lui a été donnée en référence à sa livrée.

## Publication originale
- Günther, 1860 : Third list of the col-blooded vertebrata collected by Mr. Fraser in Ecuador. Proceedings of the Zoological Society of London, vol. 1860, p. 233-240 (texte intégral).